# Сторми Данијелс
Сторми Данијелс (енгл. Stormy Daniels) право име Стефани Грегори Клифорд (енгл. Stephanie Gregory Clifford; Батон Руж, 17. март 1979) америчка је порнографска глумица, сценариста и режисер.

## Биографија
Сторми је рођена у Батон Ружу, Луизијана и ирског је порекла. Њени су се родитељи развели када је имала четири године, похађала је средњу школу у Луизијани. У узрасту од 18 година, била је стриптизета у клубу Голд клуб у Батон Ружу, радила је тамо три године. Од 2002. године, започела је своју каријеру у порно индустрији. У фебруару 2007. године постаје Penthouse Pet за тај месец у Пентхаус магазину. Сликала се у часописима за мушкарце Плејбој, Хаслер и ФХМ.
До 2011. године снимила је 132 порно-филма.
У јавности је постала позната по томе што је оптужила америчког председника Доналда Трампа да јој је платио 130.000 долара за ћутњу о њиховој наводној љубавној афери.